# Nakszatrapuruszawrata
Nakszatrapuruszawrata – ryt hinduistyczny typu wrata, praktyka religijna poświęcona władcy znaków księżycowego zodiaku stosowanego w Indiach oraz bóstwu o imieniu Narajana.
Bóstwo Księżyca, Ćandra, określane jest tu imieniem Purusza i pojmowane jako pan nakszatr (znaków zodiaku księżycowego). Praktyka tej wraty celebrowana w okresie nowiu Księżyca przy spełnieniu równocześnie warunknu, że Księżyc na niebie przebywa w znaku Mula.